# 十信案
十信案是1985年發生於臺灣發生的一起金融弊案。臺北市第十信用合作社（簡稱「十信」）理事主席、時任立法委員的蔡辰洲超貸放款，以存戶儲金操作財務槓桿，被指控侵占、背信與偽造文書等罪名，引發擠兌潮而陷入營運危機，最終由合作金庫全面接管。

## 背景
十信的前身是日治時期於1911年9月成立的「臺北信用組合」，戰後改組為「臺北市第十信用合作社」，簡稱「臺北十信」或「十信」。1957年起，十信理事主席皆由國泰集團的蔡萬春家族出任。
1960年，蔡萬春因大量投資土地引起十信資金流動困難，於是發起「一元開戶」運動，讓十信存款在短短數月內突破新臺幣一億元，使十信成為全國七十五家信用合作社中規模最大與營業量最多的單位。
1972年4月24日，臺北市第四信用合作社經營有重大困難，臺北市政府宣佈由十信概括承受四信。1975年8月11日，十信依臺北市議會決議循《合作社法》辦理合併十六信，並處分失職人員。1979年，蔡萬春之子蔡辰洲成為十信實質掌權者，同年10月4日，財政部對十信虛列庫存現金處分：補繳利息一千餘萬元、罰鍰27萬9千元。
1983年，蔡萬春之子蔡辰洲當選立法委員，結合劉松藩、王金平、洪玉欽、謝生富、李宗仁、李友吉、林聯輝、蔡勝邦、吳梓及蕭瑞徵等立委組成派系「十三兄弟」，經常邀請財經官員並向官方遊說「合作社理、監事可無限制連選連任」以及「信托公司可承辦銀行業務」等主張。而蔡辰洲本人也透過人頭會員貸款，將大量資金投入房地产事業及國泰塑膠公司。

## 案發過程

### 財政部進駐輔導
- 1983年2月28日，民社黨立委金紹賢指出，在《合作社法》審議中有14位立法委員受十信招待攜眷旅遊菲律宾與英屬香港。[1]
- 1983年，財政部進行一般金融事務檢查時發現十信有不正常貸款現象，因此派員進駐輔導，並給予警告。
- 1984年初，十信又發生不良放款跳升現象；經過財政部派員進駐輔導一年之後，十信的不正常放款現象確有改善，因此財政部未採取更嚴厲措施。
- 1984年10月，財政部進駐人員表示，十信庫存現金有偏低之趨勢；財政部督促十信限期改善，然而情況並無好轉。

### 北市財政局調查，弊案爆發
- 1985年1月，臺北市政府財政局宣佈調查十信營業違規。十信當時有18家分社、6萬多社員，存款額最高達171億元，是規模最大、歷史最悠久的信用合作社；財政局調查一事登上媒體後，十信各分社立刻出現擠兌潮；此時財政部次长李洪鰲仍對媒體稱擠兌主因是十信客戶準備發年終獎金給員工，並表示此現象各大銀行皆有，並非只有十信如此。[3][4]
- 1985年2月，《天下雜誌》訪問中央銀行總裁张继正與財政部長陸潤康時，兩人都曾提出當前金融紀律有問題。張繼正直接表示，過去十信屢次嚴重違規，但皆因為利益團體力量太大，動員所有人情關說而使得主管單位僅止於糾正處分，但未揭發解決弊案。[5][6]
- 2月9日，由於十信放款總額達154億元，占存款總額151億元之比率高達102%，顯示十信已無放款能力；財政部為保障存戶權益、穩定金融秩序，下令十信停止營業三天，並由臺灣省合作金庫暫為接管，嚴加清查整頓。十信在主管機關的督導下，舉行臨時社員大會。[1][7]
- 2月10日，財政部宣布十信現任及前任理監事限制出境、禁止財產轉移。[1]
- 2月11日，十信存戶仍持續大量擠兌提款，提出金額高達新臺幣36億元，部分分社發生無足夠現金可提領的情形，此現象亦導致其他銀行也開始出現存戶擠兌提款。[3][7]
- 2月12日，十信擠兌提款金額達到61.8億元，連帶導致蔡辰男的國泰信託也出現擠兌提款與退票，至13日時擠兌金額亦達90億元[7]。而十信經理葉煌良捲款兩千多萬元逃亡[1][7]。
- 2月18日，合作金庫全面接管十信；蔡辰洲也因利用人頭貸款、串通其部屬或假冒他人名義貸款等違反《票據法》罪名遭到逮捕。
- 3月1日，臺灣臺北地方法院檢察處獲立法院同意，以退票171張、金額高達1億2千餘萬元、另外涉嫌侵佔、背信與偽造文書等罪拘禁時任立法委員的蔡辰洲等人。[3]

### 重整國泰信託、十信併入合庫
- 1985年3月3日，財政部與中央銀行宣布重整國泰信託公司，指示交通銀行、農民銀行與中央信託局組成聯合銀行團進駐國泰信託。銀行團清理債務時發現國泰信託對蔡辰洲的國泰塑膠股份有限公司融資金額達30億元[8]、貸款總額達169億元，三分之二金額的貸款對象皆為國泰信託集團的關係企業。銀行團要求蔡辰男以私人財產抵押，蔡辰男將旗下營運狀況最為良好的台北來來大飯店以15億元賣給國產汽車老闆張秀政。在國泰信託集團相關企業出售或關閉後，由三陽工業的黃世惠接管國泰信託，國泰信託財務情況才見好轉。[1][7]
- 3月11日，經濟部長徐立德自承對十信案有道德責任請辭；8月，財政部長陸潤康自請處分請辭，中國國民黨秘書長蔣彥士則因在選舉中主張提名蔡辰洲而請辭。[3]
- 3月16日，交通部官員指出，十信、國信事件發生以來，市場游資造成郵政儲金存款增加120億元。[1]
- 12月5日，十信正式結束營業；12月8日起併入臺灣省合作金庫。[1]

### 法院判刑及賠償
- 1985年4月4日，臺灣臺北地方法院依違反《票據法》等罪判處蔡辰洲15年有期徒刑。[1]
- 1985年12月，北院再次判處蔡辰洲徒刑12年、褫奪公權6年；其餘53名被告被判1年至6年徒刑不等，其中30人缓刑[3][9]。蔡辰洲在被司法判決累計670年有期徒刑，確定交監執行刑期達125年。[7][10]
- 1987年5月13日，法務部准許蔡辰洲因肝癌出具保證金保外就医，並予以限制出境。[1]隔日蔡辰洲過世，十信案遺留下5,000多名受害人與150億元債務。[1][7]
- 1988年1月4日，北院判決合作金庫要求十信理監事賠償案敗訴。[1]
- 1992年4月3日，北院判決十信違規放款案7名高級職員須賠償合庫1億餘元。[1]

## 後續影響
十信案的爆發重創投資人信心，其直接的影響除數千存戶一生積蓄血本無歸外，受害人高達10萬人以上、60餘間企業面臨破產，民眾開始不信任金融机构，並嚴重打擊主政的中國國民黨政府威信。
不過，根據財經記者王駿訪談提到，整個十信案受害人，並非存款戶，而是國泰塑膠集團债权人、以及國泰塑膠集團員工人頭，加起來約幾千人，而非逾十萬人。
1985年9月2日，交通銀行常務董事余井塘在常務董事會上痛斥十信案，激動地講到：「一百億元！你們從前聽過一百億元的弊案嗎？」言畢，余井塘腦溢血，送醫五日後亡故。
十信案也導致國泰集團承受污名。蔡辰洲最後在判刑前夕，於1987年5月14日病故於國泰醫院。經濟部長陸潤康、財政部長徐立德、中國國民黨秘書長蔣彥士、中國國民黨臺北市黨部主任委員關中也因此辭職。然而十信案在當時並非特例，同期的華僑信託、國泰信託、亞洲信託與第一信託等金融機構也是岌岌可危、隨時處於崩壞邊緣，並不一定要拿蔡辰洲出氣，因此蔡家至今對此依舊耿耿於懷。

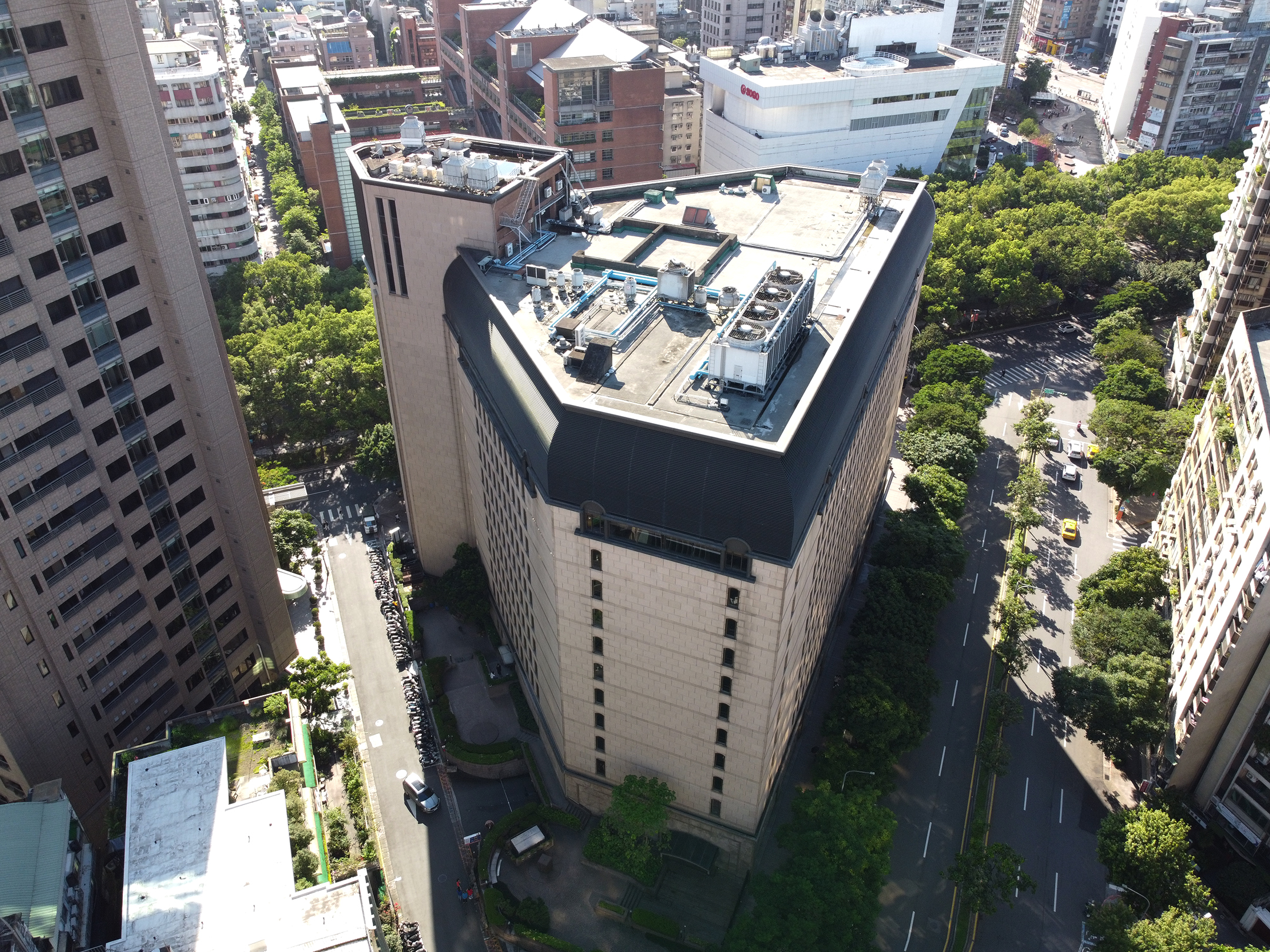
敦南金融大樓

位於臺北市大安區敦化南路一段的敦南金融大樓，興建於蔡萬霖打下事業基礎的福地，蔡宏圖、蔡鎮宇、蔡明忠、蔡明興等兄弟均在此度過童年時期。該大樓於落成啟用次年便因十信案被迫出售給新光人壽並更名為新光人壽敦南大樓；2011年，蔡宏圖與蔡鎮宇聯手以新臺幣96億元買回敦南金融大樓。2014年9月19日，國泰人壽公告以新臺幣111.64億元出售敦南誠品大樓給蔡鎮宇持有的寶豐隆興業，敦南誠品大樓完全歸蔡鎮宇擁有，2021年由寶豐隆出資拆除該大樓並進行都市更新重建。

## 外部連結
- 消滅十信案的後遺症信心危機（页面存档备份，存于）
- 十信案獨家民意調查（页面存档备份，存于）
- 导致蒋经国进行“政治革新”的“十信弊案”内幕（页面存档备份，存于）
- 當年報導記者撰寫《十信風暴》，完整揭露十信案來龍去脈、政商秘辛（页面存档备份，存于）
- 王駿談《十信風暴》── 動搖國本背後，是強人的最後一擊（页面存档备份，存于）
- 這是我們一起見證的大時代——謝金河評《十信風暴》（页面存档备份，存于）